# صفروو (شهرستان چیشمینسکی، باشقیرستان)
صفروو (انگلیسی: Safarovo, Chishminsky District, Republic of Bashkortostan) یک شهرک در شهرستان چیشمینسکی در استان باشقیرستان کشور روسیه است.